# Xã Maple Grove, Quận Barry, Michigan
Xã Maple Grove (tiếng Anh: Maple Grove Township) là một xã thuộc quận Barry, tiểu bang Michigan, Hoa Kỳ. Năm 2010, dân số của xã này là 1.593 người.